# Stratfor
Strategic Forecasting, Inc. — conosciuta come Stratfor — è un editore statunitense e impresa di servizi di informazione giornalistica globale fondata nel 1996 ad Austin (Texas) da George Friedman.
Shea Morenz  è il presidente e Fred Burton il vicepresidente.